# フィジー準備銀行ビル
フィジー準備銀行（Reserve Bank of Fiji）は、フィジーの国立銀行。